# Margit Orlogi

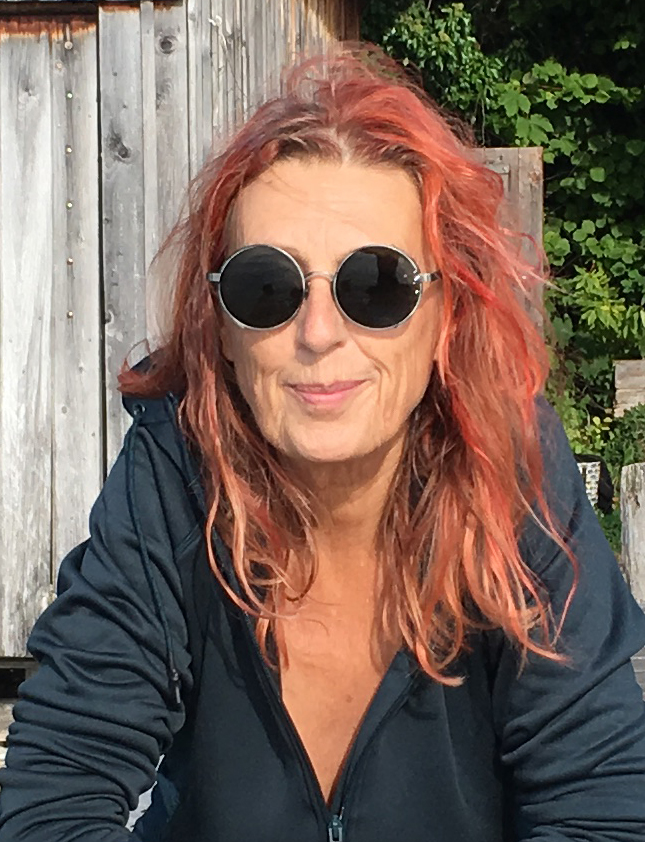
Margit Orlogi (2018)

Margit Orlogi (* 1958 in Pocking/Niederbayern) ist eine deutsche Steinbildhauerin und Malerin. Sie arbeitet seit 1997 freischaffend vor allem in Niederbayern.

## Werke
Gelernt hat Orlogi unter anderem durch Lehrzeiten in Italien (Carrara, Pietrasanta). Ihre Werke wurden in Ausstellungen in Deutschland, Österreich und Italien gezeigt.

## Ausstellungen (Auszug)
- 2003: „Prototypen“, Künstlerhaus Salzburg (Gruppenausstellung)[1]
- 2003: „Cuore pesante“, Skulpturale Widmung Luciano Berio mit Siegfried Mauser (Straubing), im Rahmen der Festspiele Europäische Wochen Passau.
- 2006: „Skulpturen und Malerei“, Museum Moderner Kunst – Stiftung Wörlen Passau, Einführung Tilman Spengler. Kurator: Hans-Peter Wipplinger.[2]
- 2012: „Sein und Stein | OM“. Ausstellung von sechs Großskulpturen im Rahmen der 60. Festspiele Europäische Wochen Passau auf dem Campus der Universität Passau.[3]
- 2015: „Steine mit dem Pinsel bewegen“. Ausstellung von Steinskulpturen und Malerei im Rahmen der 63. Festspiele Europäische Wochen Passau in der Landkreisgalerie auf Schloss Neuburg am Inn.[4]

## Auszeichnungen
- Kulturpreis des Landkreises Passau (2009)[5]
- Ehrenbrief der Stadt Pocking für hervorragende Verdienste um die kulturellen Belange der Stadt (2013)[6]

## Publikationen
- Margit Orlogi: Skulpturen & Malerei 1. Verlag Bibliothek der Provinz, 2004, Texte: Herbert Achternbusch und Tilman Spengler, ISBN 3-85252-616-7. 63 Seiten
- Margit Orlogi: Skulpturen & Malerei 2. Katalog zur Ausstellung Museum Moderner Kunst Passau 2006, Verlag Bibliothek der Provinz, 2006, Text: Tilman Spengler, ISBN 978-3-85252-803-8. 45 Seiten
- Margit Orlogi: Steine mit dem Pinsel bewegen. Katalog zur Ausstellung in der Landkreisgalerie auf Schloss Neuburg am Inn 2015, Herausgeber Kulturreferat, Landkreis Passau, Text: Tilman Spengler, ISBN 978-3-939723-42-4.